# Crusea
Crusea là một chi thực vật có hoa trong họ Thiến thảo (Rubiaceae).

## Loài
Chi Crusea gồm các loài: